# A Pedra do Sal (Noicela)
A Pedra do Sal es un despoblado de la parroquia española de Noicela, situado en el municipio de Carballo, provincia de La Coruña, comunidad autónoma de Galicia. Se encuentra en la parte nororiental de la comarca de Bergantiños.